# Superenalotto

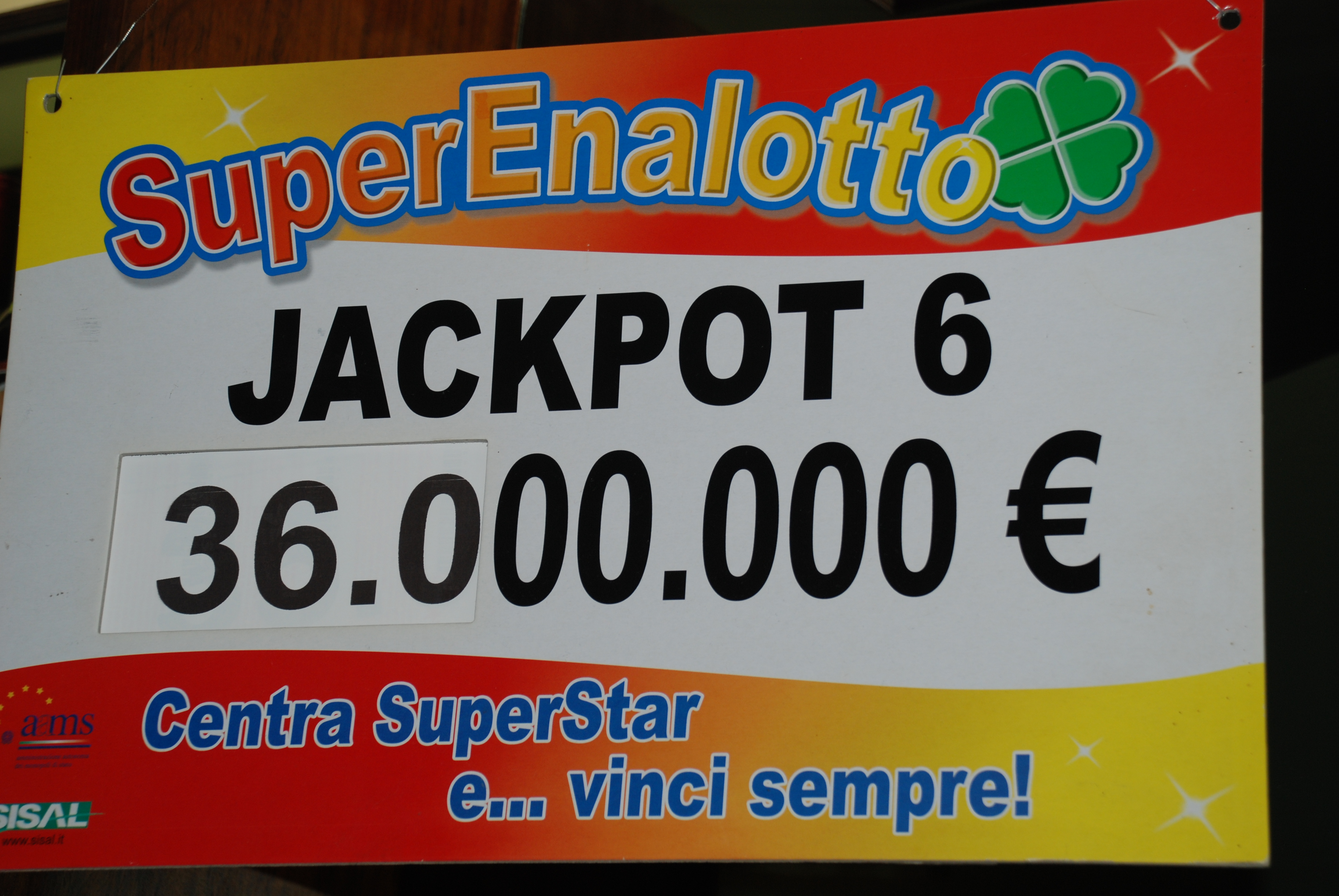
Sorteo de Superenalotto en 2008.

SuperEnalotto es una lotería jugada en Italia desde el 3 de diciembre de 1997. Los sorteos se realizan los días martes, jueves y sábados a las 8 de la tarde. Los botes generados están entre los más grandes del mundo. El premio más grande entregado fue ganado el 13 de agosto de 2019, consistente en 209.106.441,54 €.

## Precedentes
El Superenalotto se introdujo a fines de 1997 en reemplazo del juego del Enalotto. Su creador fue Rodolfo Molo, empresario de origen suizo e hijo del presidente de SISAL Geo Molo, quien fue uno de los inventores del juego de azar Totocalcio. Los sorteos se realizan los días martes, jueves y sábados a las 8 de la tarde. Los botes generados están entre los más grandes del mundo. El premio más grande entregado fue ganado el 22 de agosto de 2009, consistente en €147.807.299,08.

## Reglas del juego
En el reglamento original, en vigor hasta el 30 de junio de 2009, la combinación ganadora, así como el Enalotto, estaba vinculada a la extracción del lotto y se compone de los primeros números extraído en tómbolas de Bari, Florencia, Milán, Roma , Nápoles y Palermo. Si el primer número extraído en una de estas tómbolas es igual a uno extraído anteriormente, se considera válido para el propósito del juego, el segundo número de esta tómbola, y así sucesivamente hasta el quinto. Este método de determinación de los seis números ganadores aparecidos, sin embargo, una pequeña probabilidad de fracaso de la expedición de la misma (caso previsto en el artículo 3 de las viejas reglas): Si los cinco números sorteados en una de las seis tómbolas ha coincidido con los primeros extractos de los restantes cinco, no es posible determinar el sexto número, en este caso no se podría haber esperado ganar el premio con el "6".
Estos números están flanqueados por el denominado "Número Jolly", es decir, el primer extracto (o el segundo caso, o tercero y así sucesivamente en la igualdad) de la tómbola de Venecia, y el número "Superstar", que es la primera extracción de tómbola nacional.
A partir del 1 de julio de 2009, con la entrada en vigor del nuevo reglamento del Superenalotto - por un decreto de 11 de junio de 2009, la combinación ganadora de números  Superstar y Jolly ya no dependen de los números de la lotería extraídos en las tómbolas, sino por dos extracciones (uno para sexteto y determinar el número Jolly y otra para el Superstar), mediante tómbolas neumáticas.
El Superenalotto (a diferencia, por ejemplo del Lotto) es un juego de pago variable, en el sentido de que el dinero del premio (más el bote del premio de la edición anterior) de cada concurso se divide en 5 categorías ganancias y dividido en partes iguales entre los ganadores de las categorías individuales. Por lo tanto, el pago depende de la cantidad de premios y los ganadores de esta categoría.

## Probabilidades
La probabilidad de ganar es bastante baja o no muy alta, y a pesar de lo que el juego ha propiciado que desde 1997, muchos jugadores interesados en los millones de cifras en dólares ofrecidos como premios para cada concurso. Para dar una idea, la posibilidad de una base de retorno (es decir, un 6), tiene una probabilidad de ocurrencia de 1 en 622.614.630 para cada combinación de jugar, alrededor de una milésima de la probabilidad de dar a luz a dos gemelos simeses que no mueren antes de tiempo.
Pero una baja probabilidad no significa imposibilidad: el 2 de diciembre de 2008, después de 11 años desde el inicio del juego en sí se ganó una combinación de 6 números y las Ardillas (probabilidad de 1 en 56.035 .316.700 para cada combinación de jugar. Este caso puede ser visto como una ejemplificación de la razón del gran éxito de la Superenalotto fórmula, que cada año juega por un total de varios miles de millones de euros [cita requerida]. Se sabe ya que ambos apetito por el riesgo común de pequeñas sumas de dinero en la remota esperanza de ganar en grande, incluso cuando el juego es racionalmente desventajosa como en el caso de la SuperEnalotto, que ofrece sólo un tercio de la suma juega.
El pago más alto, obtenido a 30 de octubre de 2010, fue aproximadamente 178 millones de euros.